# Xã Sharlow, Quận Stutsman, Bắc Dakota
Xã Sharlow (tiếng Anh: Sharlow Township) là một xã thuộc quận Stutsman, tiểu bang Bắc Dakota, Hoa Kỳ. Năm 2010, dân số của xã này là 55 người.